# Inga Köstner
Inga Köstner (vor Heirat Inga Nitz, * 19. August 1979 in Berlin-Friedrichshain) ist eine deutsche ehemalige Politikerin (SPD). Bis Juni 2011 war sie Mitglied der Partei Die Linke.

## Leben
Inga Nitz wurde 1979 im Ost-Berliner Arbeiterbezirk Friedrichshain geboren. Ihre ersten zehn Lebensjahre standen unter dem Einfluss des DDR-Systems. Sie besuchte bis 1999 ein Gymnasium in Berlin und anschließend die Fachhochschule für Verwaltung und Rechtspflege in Berlin-Friedrichsfelde. Im Jahr 2002 machte sie ihren Abschluss als Diplom-Verwaltungswirtin und zog nach Bremen-Blumenthal. Sie arbeitete zunächst als Sachbearbeiterin im Bereich Wirtschaftliche Hilfen des Amtes für soziale Dienste (Sozialamt) Bremen. Von 2005 bis 2007 war sie Arbeitsvermittlerin in der Bremer Arbeitsgemeinschaft für Integration und Soziales (BAgIS). Seit ihrer Hochzeit hat sie den Nachnamen Köstner.

## Politik
Im Jahr 2002 wurde Köstner Mitglied der PDS. Von Januar 2006 bis Juni 2007 übte sie das Amt einer Landessprecherin in Bremen für Die Linke.PDS aus.
Von 2007 bis 2011 war sie Mitglied der Bremischen Bürgerschaft. Sie war Sprecherin ihrer Fraktion für Arbeit und Wohnen. Ab August 2009 war sie zudem stellvertretende Vorsitzende der Fraktion der Linken in der Bürgerschaft.
Sie war Mitglied in den Bürgerschaftsausschüssen für die Gleichstellung der Frau, Jugendhilfe, Landesjugendhilfe, Petitionen (Stadt und Land), Sondervermögen Infrastruktur und in den Betriebsausschüssen Werkstatt Bremen, KiTa Bremen und Umweltbetrieb Bremen sowie in der staatlichen und städtischen Deputation für Arbeit und Gesundheit und der städtischen Deputation für Soziales, Jugend, Senioren und Ausländerintegration.
Beim Parteitag der Partei Die Linke im Juni 2007 wurde sie in den erweiterten Parteivorstand gewählt.
Im Oktober 2007 eröffnete sie in Vegesack das Bürgerbüro Red Lounge. Dort wurden bis zur Schließung des Büros regelmäßig Veranstaltungen durchgeführt. Gemeinsam mit ihrem Fraktionskollegen Klaus-Rainer Rupp gab sie einen monatlich erscheinenden Newsletter Links wirkt! heraus.
Im Jahr 2007 wurde sie zum Mitglied des Kreisvorstandes Bremen-Nordwest der Partei und 2009 zur Sprecherin des Kreisverbandes gewählt.
2009 war sie Direktkandidatin für die Bundestagswahl im Wahlkreis Bremen II – Bremerhaven. 
Köstner war bis zum März 2011 gemeinsam mit Benjamin Hoff Bundessprecherin der parteiinternen Strömung Forum Demokratischer Sozialismus. In Bremen war sie Sprecherin der Landesarbeitsgemeinschaft BAG Rote Reporter/innen.
Im Januar 2011 wurde sie trotz mehrfacher Kandidaturen für verschiedene Listenplätze nicht wieder als Kandidatin für die Bürgerschaft aufgestellt. Im Juni 2011 trat sie aus der Partei Die Linke aus und kritisierte das Auswahlverfahren der Linken für die Kandidaten der Bürgerschaft, bei dem ohne Delegiertenprinzip jedes Mitglied an der Wahl teilnehmen konnte, als Form der „Beutegemeinschaft“.
Im Februar 2012 wurde Köstner Mitglied der SPD und Vorstandsmitglied der Arbeitsgemeinschaft für Arbeit Bremen.
Am 13. Juni 2013 wurde sie zur Ortsamtsleiterin im Bremer Stadtteil Horn-Lehe gewählt. Gegen diese Wahl gab es eine Konkurrentenklage eines Bewerbers von der CDU, so dass die Wahl wiederholt werden musste. Am 28. April 2014 erfolgte schließlich die endgültig rechtskräftige Wahl.

## Sonstiges
Köster ist Mitglied der Gewerkschaft ver.di und des Naturschutzbundes NABU.